# Ментовські війни – Епілог
«Ментовські війни — Епілог» — кримінальний фільм 2008 року.

## Зміст
У ході спекотних передвиборчих перегонів на посаду спікера петербурзької міської думи претендують відразу два дуже впливових у місті бізнесмена – колишній голова Союзу ветеранів Афганістану Юрій Шубін і колишній керівник нафтової компанії Петро Набоков. Обидва суперники вкрай серйозно налаштовані на боротьбу, і жоден результат окрім перемоги нікого з них не влаштовує. У найдраматичніший момент кампанії одного з кандидатів – Шубіна – починає переслідувати таємничий шантажист. Ця людина знає про бізнес колишнього «афганця» такі подробиці, які можуть бути відомі лише дуже близьким людям. Тим часом, Апостол теж не дрімає. Йому вдається переманити на свій бік одного зі співробітників Шубіна, який за певну винагороду готовий поділитися зі співробітниками «забійного» відділу інформацією про колишні подвиги свого шефа. Скрябін і Джексон вирішують узятися за цю справу, тим більше, що вони вже не один рік шукали докази злочинної діяльності Шубіна. Однак справа обертається абсолютно несподіваним чином. У результаті Джексон опиняється у в'язниці, а Скрябін безслідно зникає. Шилову знову доводиться повертатися до рідного міста.